# Keskenycsőrű kaszálómadár
A keskenycsőrű kaszálómadár (Phytotoma rutila) a madarak osztályának verébalakúak (Passeriformes) rendjébe és a kotingafélék (Cotingidae) családjába tartozó faj.

## Rendszerezése
A fajt Louis Pierre Vieillot francia ornitológus írta le 1818-ban.

## Alfajai
- Phytotoma rutila angustirostris Orbigny & Lafresnaye, 1837
- Phytotoma  rutila rutila Vieillot, 1818[2]

## Előfordulása
Argentína, Bolívia, Brazília, Paraguay és Uruguay területén honos. A természetes élőhelye a szubtrópusi vagy trópusi cserjések, szavannák, valamint szántóföldek, legelők és vidéki kertek. Vonuló faj.

## Megjelenése
Testhossza 18–19,5 centiméter, testtömege 30–57 gramm.
|  |  |

## Életmódja
Bimbókkal, hajtásokkal és levelekkel, valamint gyümölcsökkel és virágokkal táplálkozik.

## Természetvédelmi helyzete
Az elterjedési területe nagy, egyedszáma ugyan csökkenő,  de még nem éri el a kritikus szintet. A Természetvédelmi Világszövetség Vörös listáján nem veszélyeztetett fajként szerepel.

## Külső hivatkozások
- Képek az interneten a fajról
- Xeno-canto.org - a faj hangja és elterjedési területe